# Детская железная дорога в Кырджали
Де́тская желе́зная доро́га в Кы́рджали — увеселительная узкоколейная железная дорога, расположенная в парке «Простор» в Кырджали, один из символов города и первая детская железная дорога в Болгарии. В настоящее время — аттракцион (локомотивом управляет взрослый машинист).

## История
Железная дорога открылась под названием «Пионер» 30 сентября 1962 года, построена по проекту инженера Валентины Йочковой. Для прокладки пути использовались рельсы с закрытых рудников у села Стремци, а вагонетки, ранее использовавшиеся для транспортировки руды, были переделаны под вагончики — и используются до сих пор. Долгое время детская железная дорога была одним из символов города, на ней работали дети-пионеры (машинистами, стрелочниками, кондукторами), однако постепенно сооружение пришло в упадок и в 1990-е было заброшено.
После восьмилетнего перерыва детская дорога снова заработала 7 сентября 2006 года. К открытию были отремонтированы путь и тоннель, обновлены локомотив и вагончики (их расписали дети из художественного кружка). Поломка локомотива в октябре 2016 года снова остановила работу дороги до августа 2017. Плохое состояние пути иногда приводит к тому, что последний вагон иногда сходит с рельс. С середины 2020 года состав находится на ремонте, по состоянию на сентябрь 2021 года аттракцион не работает.

## Другие детские железные дороги в Болгарии
В Болгарии есть ещё одна детская железная дорога — «Знамя мира» в Пловдиве (открыта 23 сентября 1979 года). У пловдивской дороги короче путь — 1090 м.

## Описание
Длина пути — 1,210 км, колея — 0,6 м. Расположен в парке «Отдых и культура».
На маршруте построены следующие объекты:
- прямой туннель ~20 метров в длину который освещается только солнечным или лунным светом

Тур занимает около 25 минут. Максимальная рабочая скорость, с которой поезд из трёх вагонов движется ~4 км/час.
Общая вместимость трехвагонный поезд составляет около 25 мест.
Выходной: понедельник. Дети до 7 лет путешествуют только в присутствии родителя. Поезд отправляется каждый круглый час: в летний сезон 9:00 – 12:00 и 17:00 – 20:00, в зимний сезон 10:00 – 13:00 и 14:00 – 17:00. Вторник и четверг – только курсы после обеда. Исключение – предварительные групповые запросы. Дорога работает по выходным и вечерами в будние дни. Билет стоит 1 лев (вне зависимости от возраста пассажира).